# Pont du détroit de Palk
Le pont du détroit de Palk est un projet de pont de 23 kilomètres sur le pont d'Adam, entre Dhanushkodi dans l'État du Tamil Nadu en Inde et Talaimannar sur l'île de Mannar au Sri Lanka.
La proposition du ministre indien du Transport routier et des Autoroutes Nitin Gadkari, a été soumise à la Banque asiatique de développement en juin 2015. En décembre 2015, le ministre sri-lankais des routes, Lakshman Kiriella, a rejeté la proposition,.
En juillet 2023, lors de la visite du président sri-lankais Ranil Wickremesinghe en Inde, les deux pays concluent à la réalisation d'une étude de faisabilité pour la possibilité d'un pont reliant l'Inde à Ceylan.